# Chatsworth, Illinois
Chatsworth là một thị trấn thuộc quận Livingston, tiểu bang Illinois, Hoa Kỳ. Năm 2010, dân số của thị trấn chưa hợp nhất này là 1205 người.

## Dân số
Dân số qua các năm:
- Năm 2000: 1265 người.
- Năm 2010: 1205 người.